# Tadeusz Ajdukiewicz
Tadeusz Ajdukiewicz (Wieliczka, 1852.  – Kraków, 9. siječnja 1916. ) je bio poljski slikar.

#### Životopis
Od 1868. do 1873., nazočio je nastavi slikanja u školi lijepih umjetnosti kod Władysława Luszczkiewicza.
Kasnije je bio u Beču i Münchenu i u ateljeu Józefa Brandta.
1877. odlazi u Pariz i na Bliski Istok. 1882. je živio u Beču, gdje je radio za aristokraciju. Iduće godine odlazi u London, gdje je napravio portret engleskog prijestolonasljednika. 1884. je u Carigradu kao gost sultana Abdula Hamida II.
Kasnije je radio u Sofiji, Petrogradu i Bukureštu. U prvom svjetskom ratu se pridružio poljskim postrojbama 1914., gdje je i poginuo u jednoj od bitaka.
Prvi je rođak slikara Zygmunta Ajdukiewicza.

#### Radovi
Najpoznatija djela su mu portreti (portret Helene Modrzejewske) i naslikani bojišni prizori. 